# 基本權第三人效力
基本權第三人效力是在討論對私人主張基本權的效力問題。由於基本權乃是源自於人民對國家的請求權，因此基本權有所謂的「對抗國家性」，但是對基本權的侵害來源有時並不限於國家，私人也有可能侵害他人的基本權；而針對來自其他私人的基本權侵害是否得主張基本權，就是所謂的基本權第三人效力問題。

## 介绍
傳統上，基本權被認為是用以對抗國家的工具，並不接受對私人主張基本權的概念。不過隨著基本權由主觀走向客觀化，發展出基本權客觀價值秩序的面向以後，現代學說與實務一般均承認基本權有第三人效力，只是對適用的方式仍然有所爭論。

## 国际上应用

### 德國
德國學界與實務界主要有兩種不同的見解：直接適用說與間接適用說。
- 直接適用說

直接適用說認為基本權在本質上具有客觀價值秩序的功能，可以將其價值放射至所有的法領域，自然也包含了私法的領域，且目前私經濟蓬勃發展下，私人間的實力差距已經拉大，不平等的情形日形嚴重，為了完善保障基本權，應該將基本權條款直接適用在私法領域之中，人民在遭遇其他私人的基本權侵害時可以直接援引憲法中基本權條款以資救濟。
- 間接適用說

而間接適用說則認為，基本權拘束的對象仍為國家，不能直接適用於私法領域，但是基於基本權客觀價值秩序的作用，私法的解釋和適用也應該將這種客觀價值秩序灌注於其中，因而司法機關應該透過民法上的概括條款，將憲法基本權的精神涵納其中。也就是，民法上所謂「公序良俗」應該參酌憲法基本權的保護內涵來解釋，而基本權的精神也就透過這樣的解釋方式間接地適用在私法關係上了。目前通說見解採間接適用說。

### 美國
美國在基本權第三人效力上則發展出了「國家行為理論」，也就是直接將特定的私人侵害基本權行為定性為國家行為，因此基本權自然可以拘束該「看似私人行為的國家行為」，某種程度上規避了可否對私人主張基本權的問題。